# Таґесцайтунґ
Таґесцайтунґ (нім. Die Tageszeitung, taz, у перекладі — «Щоденна газета») — німецька загальнонаціональна щоденна газета. Була заснована у 1978 році у Берліні. Тираж ТАЦ налічує близько 60 000 примірників щодня. «Таґесцайтунґ» — кооперативна газета, тобто її власником є колектив газети. Дотримується нових лівих політичних поглядів. З 15 вересня 2015 року головним редактором газети став Георг Ловіш (Georg Löwisch).

## Історія
Таґесцайтунґ була заснована у 1978 році у Берліні. З самого початку газета повинна була стати альтернативою масовій пресі, за словами самої газети: «нешаноблива, комерційно незалежна, розумна та цікава». Прикладом вираження альтернативного підходу до журналістики була виплата заробітної плати співробітникам: кожен працівник редакції до 1991 року отримував уніфіковану плату, а саме — 600 марок. Сьогодні робітники високо відповідальних посад газети отримують бонуси, проте заробіток журналістів ТАЦ значно менше, ніж у їхніх колег з інших видань.

## Структура газети
Рубрики газети ТАЦ:
«Політика», яка у свою чергу поділяється: Німеччина, Європа, Африка, Азія, Близький схід, Мережева політика;
«ЕКО» поділяється на: Економіка, Екологія, Робота, Споживання, Трафік, Мережева економіка;
«Суспільство»: Повсякденне життя, Дебати, Колумністи, ЗМІ, Освіта, Здоров'я, Подорожі;
«Культура» поділяється на: Музика, Фільми, Мистецтва, Книги, Мережева культура;
«Спорт»: Футбол, Колумністи;
Рубрика «Берлін»;
«Північ»: Гамбург, Бремен, Культура;
«Правда»: Том, Над істиною.

## Логотип
Логотипом газети є відбиток лапи. Roland Matticzk з агентства «Sehstern», творець логотипу газети, ще в роки заснування газети забезпечив собі права на володіння логотипом. У 1980 році підприємство «Jack Wolfskin» зареєструвало для себе схожу емблему. Судовий процес між двома підприємствами «taz» програло в 2002 році, таким чином, зобов'язуючись не друкувати лапу на продуктах, що відносяться до сфери діяльності «Jack Wolfskin». Також друк логотипу на власних продуктах повинен супроводжуватися написом «die tageszeitung».
Після заборони судом логотипу для «taz» газета відреагувала зміною логотипу буквально додавши поверх нього хрест. На це пішов другий позов. Адвокати «Jack Wolfskin» намагалися заборонити і новий логотип, бо він «знеславлював репутацію відомого бренду».

## Цінова політика видання
Для досягнення максимально можливої кількості читачів і одночасного забезпечення фінансування, газета пропонує «Soli — Preis — System» — три різних цінових рівня на регулярній абонентській основі. Передплатники самі вирішують яку ціну сплачувати. Ця система діє також для мережевих абонентів.
Більше того, як і у багатьох інших газет, існує безліч інших варіантів підписки з «твердими» цінами. Подальші акції, приурочені до важливих політичних подій, включаючи «Neuwahl — Abo», приурочену до Парламентських виборів у Німеччині в 2005 році, коли ціна на підписку залежала від результатів голосування. До регіональних виборів в Баварії в кінці вересня 2008 року «taz» рекламувалася з пропозицією, що кожен передплатник отримає місячну безкоштовну передплату за кожен недобраний до 50% голосів відсоток, партією «CSU» («Християнсько-соціальний союз»).

## Редакційний статут Таґесцайтунґ
Газета «Таґесцайтунґ» має Редакційний статут, з яким можна ознайомитись на офіційній сторінці видання в Інтернеті.
Статут регулює відносини між редакторами, редколегією та головним редактором, а також між редакцією і групою-ТАЦ.
Відповідно до Статуту, Таґесцайтунґ — незалежна національна газета. ТАЦ виступає проти будь-яких форм дискримінації.
Також у Статуті написано, що на редакцію видання не впливають будь-які політичні партії, представники бізнесу, економічні, релігійні чи ідеологічно орієнтовані групи людей.
Окрім цього, у Редакційоному статуті можна ознайомитися з принципами редакторської роботи видання, роботою головного редактора, кадровою структурою видання, принципами роботи редакційної ради.

## Газета в Інтернеті
З 12 травня 1995 «taz» (одна з перших німецькомовних газет) публікує всі свої матеріали також в мережі Інтернет. Всі статті за останні 12 місяців доступні на сайті безкоштовно. Більш старі статті доступні через онлайн-архів, всі випуски «taz» з 1 вересня 1986 містять всі німецькомовні тексти і також всі німецькомовні видання «Le Monde diplomatique» з травня 1995 р. Для використання архіву необхідна платна реєстрація. Використання всього електронного архіву можливе за місячну плату 5 €.
Відвідуваність сторінок сайту taz.de почали контролювати в жовтні 2001 року, коли вона вже становила близько 200 тис. переглядів на день. 8 листопада 2010 в рамках онлайн-відліку про «Castor-Proteste» відвідуваність taz.de вперше перевищила позначку в 1,5 млн переглядів.
У березні 2011 taz.de встановив новий особистий рекорд відвідуваності в 6 млн унікальних користувачів і 17,1 млн переглядів на місяць.
З серпня 2014 taz.de керують Rieke Havertz і Daniel Kretschmar.

## Справа Картоплі
26 июня 2006 года ТАЦ опублікувала фейлетон на останній сторінці Die Wahrheit (правда), яка створена для сатири та різних жартівливих матеріалів. Опублікована стаття мала назву Neue Polens Kartoffel (Нова польська картопля).
У цій статті висміювались польські політики, а саме Президент Польщі Лех Качинський і прем'єр-міністр Польщі Ярослав Качинський. Лех Качинський скасував переговори, що були заплановані між Німеччиною, Польщею та Францією (Веймарський трикутник), офіційно з причин хвороби.